# Braunsia apiculata
Braunsia apiculata là một loài thực vật có hoa trong họ Phiên hạnh. Loài này được (Kensit) L.Bolus mô tả khoa học đầu tiên năm 1967.